# Calamina
Para la plancha ondulada, véase Calamina (plancha) en inglés.
La calamina, también conocida como loción de calamina, es un medicamento producido con el mineral calamina pulverizado y se usa para tratar la picazón leve. Esto incluye quemaduras solares, picaduras de insectos, roble venenoso u otras afecciones cutáneas leves. También puede ayudar a secar la irritación de la piel. Se aplica sobre la piel en forma de crema o loción.
Los efectos secundarios pueden incluir irritación de la piel. Se considera segura en el embarazo. La calamina es una combinación de óxido de zinc y 0,5% de óxido férrico (Fe2O3). La loción se produce con ingredientes adicionales tales como fenol e hidróxido de calcio.
La loción de calamina se ha utilizado desde el año 1500.  Está en la Lista de medicamentos esenciales de la Organización Mundial de la Salud por ser uno de los medicamentos más efectivos y seguros que se necesitan en un sistema de salud. La calamina está disponible sin receta como un medicamento genérico. El costo mayorista en el mundo en desarrollo es de aproximadamente US$0,25–3,85 por botella de 100 ml. En el Reino Unido, al Servicio Nacional de Salud le cuesta alrededor de £0,44.

## Usos médicos
La calamina se usa para tratar la picazón. Esto incluye quemaduras solares, picaduras de insectos u otras afecciones cutáneas leves. Es muy útil en caso de enfermedades eruptivas como la varicela. 

### Formulación
La calamina es mezclada con ya sea óxido de zinc (ZnO) o con óxido férrico al 0,5% (Fe2O3) o un compuesto de carbonato de zinc.
La loción de calamina es un componente de la envoltura de gasa impregnada con zinc que se usa para tratar las úlceras de la pierna en las botas Unna. 

### FDA
En un comunicado de prensa de 1992, la Administración de Drogas y Alimentos de EE. UU. anunció que no se había presentado ninguna prueba que demuestre que la calamina sea segura para el uso o que sea eficaz para tratar las picaduras de insectos, picaduras y erupciones causadas por la hiedra venenosa, el roble venenoso y el zumaque venenoso.
En un documento del 2 de septiembre de 2008, la Administración de Drogas y Alimentos de EE. UU. recomendó aplicar protectores tópicos de venta libre, como la calamina, para aliviar la picazón causada por plantas venenosas como la hiedra venenosa, el roble venenoso y el zumaque venenoso.